# Zakon Najświętszej Maryi Panny z Hiszpanii

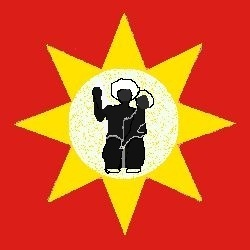
Symbol zakonu

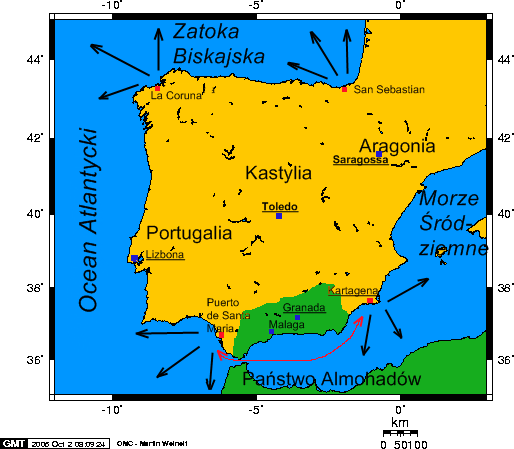
Lokalizacja portów Zakonu, kierunki działania jego flotylli oraz udział w blokowaniu wybrzeża muzułmańskiego podczas kampanii latach 1278-1279

Zakon Najświętszej Maryi Panny z Hiszpanii (zwany także Zakonem Gwiazdy z Kartageny lub Zakonem Najświętszej Maryi Panny z Kartageny – założony został w 1272 roku przez króla Kastylii Alfonsa X. Był zakonem morskim, jego siedziba główna mieściła się w Kartagenie, domy zakonne posiadał w trzech innych miastach portowych: San Sebastian, La Coruña i Puerto de Santa Maria. Jego zadaniem była obrona wybrzeża przed piratami i prowadzenie wojny morskiej z flotą muzułmańską. Przestrzegał reguły przejętej od zakonu Calatrava i podlegał zwierzchnictwu duchowemu opactwa cysterskiego z Granselve we Francji.

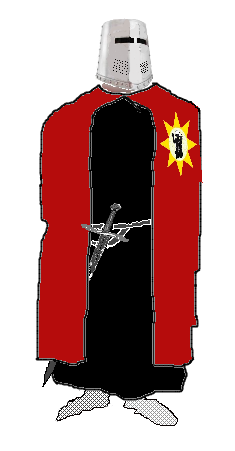
Rycerz zakonny

Zakon wziął aktywny udział w kampanii Alfonsa X przeciwko Emiratowi Grenady w latach 1278–1279, nie osiągnął jednak wielkich sukcesów i w 1280 roku zapadła decyzja o jego przyłączeniu do zakonu Santiago, co ostatecznie zostało zrealizowane w roku następnym. Jedynym wielkim mistrzem zakonu podczas jego istnienia był Pedro Núñez, wywodzący się z zakonu Santiago.
Strój zakonny obejmował czarny habit oraz czerwoną pelerynę z  symbolem zakonu na lewej piersi. Symbolem była żółta gwiazda ośmioramienna z wizerunkiem Matki Boskiej z Dzieciątkiem z Kartageny, patronki zakonu.